# Game-Labs
Game-Labs (або Game Labs) — українська компанія-розробник відеоігор, що базується в Києві. Найбільш відома серією ігор Ultimate General і Ultimate Admiral. У 2021 році студію придбав шведський холдинг Stillfront.

## Історія
Компанію заснував у січні 2013 року Максим Засов, який згодом став генеральним директором. Того ж року він звернувся до Ніка Томадіса, колишнього творця «DarthMod» (серії модів, які покращили ШІ та ігровий процес у кількох іграх Total War) і одного з найвідоміших моддерів у спільноті модифікаторів Total War. Тоді Засов попросив його розробити гру для компанії, яка згодом дістала назву Gettysburg. Томадіс, як провідний ігровий дизайнер Game-Lab, також продовжив розробку Civil War, іншої успішної гри для студії, а пізніше Dreadnoughts.
У травні 2021 року студія уклала угоду про купівлю 100 % акцій за $32,5 млн шведською холдинговою компанією Stillfront Group. На той час команда була приблизно з 30 осіб, розташованих в Україні, Росії, Греції, Дубаї, Італії та Естонії.
24 лютого 2022 року Game-Labs разом з іншими оголосили, що розробку оновлень ігор буде припинено через російське вторгнення в Україну в 2022 році, оскільки персонал надає пріоритет порятунку своїх сімей.

## Ігри

### Серія Ultimate General
Ultimate General — популярна серія комп'ютерних військових ігор на тему американської війни, які зосереджуються на тактиці та військовій історії. Перші два були розроблені Томадісом.

#### Gettysburg
Ultimate General: Gettysburg, перша гра серії, дозволяє гравцям керувати тисячами солдатів у битві за Геттісбург. Вона вперше стала доступною в дочасному доступі Steam 12 червня 2014 року, а повністю випущена 15 жовтня 2014 року. З моменту випуску гру було оновлено, а остаточна версія, патч 1.09, була випущена в листопаді 2017 року.
За словами розробників, гра унікальна тим, що «дає вам шанс стати генералом армії Союзу чи Конфедерації… вона дозволяє вам відтворити історичні факти або випробувати багато спекулятивних сценаріїв». Гра стверджує, що має точні карти, що використовують супутникові зображення та історичні діаграми. Додаткові ігрові функції включають спеціальні битви, де різні командири зі штучним інтелектом і багатоденні битви забезпечують відтворення. Існують також додаткові користувальницькі битви, де гравці можуть розблокувати сценарії, які можна розігрувати як швидкі битви, або рандомізовані, або з повною силою підрозділу та розгортанням армії за замовчуванням. Існує також багатокористувацька версія, у якій гра має 18 карт для матчів один на один.
Існують відмінності між версією iPad і комп'ютерною. Гру було перероблено для зручності використання та відтворення на планшетах, а також перероблено інтерфейс користувача. Кампанію тут замінено на 10 місій для кожної сторони, а мультиплеер недоступний.

#### Civil War
Ultimate General: Civil War, на відміну від Gettysburg, пропонує систему кампанії, яка охоплює всю громадянську війну в США 1861—1865 років, включаючи історичні битви, підрозділи та події. Гра була випущена 16 листопада 2016 року в ранньому доступі Steam. Як версія раннього доступу гра регулярно оновлювалася, а «завершена версія» гри була випущена 14 липня 2017 року. «Фінальна» версія гри, патч 1.10, була випущена 18 травня 2018 року. Як і в попередній назві, бойові пейзажі намальовані від руки з використанням даних супутника та історичних карт.
Ігрова кампанія дозволяє гравцям брати участь у понад 50 битвах, від невеликих битв до великих битв, які можуть тривати кілька днів на кількох картах. Постійний успіх гравця, а отже, і кампанії, інтерактивно пов'язаний із діями гравця та результатами битв. Історичні битви також можна грати окремо. Спеціальні битви також включають можливість грати в гіпотетичні битви, такі як Битва за Вашингтон, і уявні частини історичних конфліктів, а також охоплюють додаткові битви, такі як Битва при Будинку суду Спотсільванії.

#### American Revolution
Нове доповнення до серії, засноване на Війні за незалежність США було випущено як ранній доступ 6 червня 2024 року.

### Серія Ultimate Admiral
У 2019 році Game-Labs випустила нову серію морських ігор у ранньому доступі під назвою Ultimate Admiral. На сьогоднішній день випущено дві основні ігри:
- Age of Sail (2021) — дія відбувається приблизно в часи Війни за незалежність США, коли гравці обирають або Королівський флот, або ВМС США.[22]
- Dreadnoughts (ранній доступ 2021; повна версія гри 2023) — відтворює епоху міжнародної гонки морських озброєнь, що почалася приблизно в 1890 році.[23]

### Інші ігри
Серед інших ігор:
- Naval Action (2016) — MMO історична морська гра-симулятор[24]
- Sea Legends (наразі в розробці) — симулятор Age of Sail[25]
- This Land is My Land (дочасний доступ 2019; повна версія 2021) — дія відбувається на американському кордоні 19-го століття[26]
- A Twisted Path To Renown (дочасний доступ 2023) — шутер від першої особи на Дикому Заході близько 1899 року[27][28]